# 늘보로리스
늘보로리스(또는 슬로우로리스)는 늘보로리스속 또는 니크티케부스속(Nycticebus)에 속하는 3 종의 로리스의 총칭이다. 보르네오섬과 동남아시아의 필리핀에서부터 방글라데시, 베트남, 인도네시아, 인도(인도 북동부, 벵갈), 중국 남부(윈난성 지역)와 태국에 걸쳐 분포하는 곡비원류 영장류로 느리게 움직이는 특징이 있다.
이들의 큰 눈이 현지의 전통 의약품에서 높이 평가되어 사냥되기 때문에, 멸종위기등급에서 취약 등급 또는 위기 등급으로 분류되고 있다. 인도네시아에서의 이름은 "말루말루"(malu malu)로 번역 하면, "부끄럼타는 놈"이라는 뜻이다. 미국의 어류 및 야생동물 관리국은 늘보로리스를 멸종위기종으로 분류하고 있다.

## 독
늘보로리스는 유일하게 독이 있는 영장류로 알려져 있다. 이 속의 알려진 9종은 모두 독이 있는 것으로 생각된다. 그들은 팔뚝에 있는 아포크린땀샘에서 형성되는 악취가 나는 액체인 상완샘 분비물과 타액으로 구성된 복합적인 독을 가지고 있다. 두 유체는 개별적으로도 독성이 있으며 혼합시 더 강력한 독을 생성한다. 혼합한 독소의 독성은 야생 식품 섭취로 증가시킬 수 있다. 최근에 포획된 야생 늘보로리스의 결합된 독액은 바크라코톡신을 포함하는 것으로 나타났는데, 1년 이상 야생을 접하지 않은 늘보로리스들에서는 발견되지 않았다. 늘보로리스의 상완샘 분비물은 기생충 방지 및 교감을 포함한 여러 가지 생태 기능을 가지고 있다. 늘보로리스의 타액은 상완샘 분비물과 혼합하지 않아도 인간의 피부 세포에 독성을 나타낸다. 늘보로리스의 상완샘 분비물은 독성 반응이 아닌 알레르기 반응을 유발할 수 있다. 늘보로리스에 물리면 고통스러운 부종을 생기게 하고, 인간이 죽었던 사건은 과민성 쇼크에 의한 것으로 보인다. 늘보로리스는 독을 주입하기에 적합된 치열을 가졌다.

## 하위 종
- 순다로리스 (N. coucang)
- 벵골늘보로리스 (N. bengalensis)
- 자바늘보로리스 (N. javanicus)
- 필리핀늘보로리스 (N. menagensis)
- 방카늘보로리스 (N. bancanus)
- 보르네오늘보로리스 (N. borneanus)
- 카얀강늘보로리스 (N. kayan)
- 수마트라늘보로리스 (N. hilleri)